# Tiridates III d'Armènia
Tiridates III (en armeni Տրդատ Գ) que va viure probablement entre l'any 250 i el 330. va ser rei d'Armènia Occidental des potser el 287 a almenys fins al 330. Formava part de la dinastia Arsàcida. Sovint se l'anomena Tiridates IV d'Armènia de manera errònia. L'any 301, Tiridates va proclamar el cristianisme com la religió estatal d'Armènia, convertint el regne armeni en el primer estat que va abraçar aquella religió de manera oficial.

## Biografia
Tiridates III era fill del rei Khosrov II, que va morir assassinat l'any 252 per un part anomenat Anak per ordre del rei sassànida Artaxerxes I. Tiridates tenia almenys una germana anomenada Khosrovidukht, i portava el nom del seu avi patern Tiridates II. Anak va ser capturat i executat juntament amb la major part de la seva família, excepte el seu fill petit, Gregori l'Il·luminador, que va poder fugir a Capadòcia. Com a únic hereu supervivent al tron, Tiridates va ser traslladat ràpidament a Roma poc després de l'assassinat del seu pare quan encara era un nen. Va ser educat a Roma on va aprendre idiomes i tàctiques militars i a més, coneixia i apreciava el dret romà. L'historiador armeni Moisès de Khorèn el va descriure com un guerrer fort i valent, que va participar en molts combats contra els seus enemics i va dirigir el seu exèrcit a la victòria en moltes batalles.

## L'accés al tron
L'any 270 l'emperador romà Luci Domici Aurelià es va enfrontar als sassànides, que havien ocupat l'Imperi Part, i va aconseguir de fer-los retrocedir. Tiridates, que era el veritable hereu del tron armeni ara ocupat pels perses, va arribar a Armènia, on ràpidament va aixecar un exèrcit i va expulsar l'enemic l'any 298. Quan Tiridates va tornar a Armènia, va instal·lar a la ciutat de Vagharxapat la seva capital, tal com havia estat anteriorment.
Durant un temps, semblava que la fortuna afavorís Tiridates. Va expulsar els seus enemics, i a més va portar les seves tropes fins a Assíria. En aquella època l'Imperi Persa tenia un moment confús. El tron se'l disputaven dos germans, Ormazd I i Narses. La guerra civil va acabar aviat i Narses va ser reconegut com a rei de Pèrsia. Narses va dirigir llavors tota la seva força contra l'enemic estranger, i els estats veïns no li van poder fer front. Tiridates va tornar a refugiar-se amb els romans. L'aliança romana-armènia es va consolidar, sobretot mentre Dioclecià va governar l'imperi. Segurament va ser degut a l'educació de Tiridates a Roma, les constants agressions perses sobre aquell territori i l'assassinat del seu pare per part d'Anak. Amb l'ajuda de Dioclecià, Tiridates va empènyer els perses fora d'Armènia. L'any 299, Dioclecià va convertir Armènia en un estat quasi independent sota la seva protecció, possiblement per utilitzar-lo com a amortidor en cas d'atac persa.
L'any 297, Tiridates es va casar amb una princesa alana anomenada Ashkhen, amb la que va tenir tres fills: un fill anomenat Khosrov III, una filla anomenada Salomé i una altra filla que es va casar amb Husik I, un dels primers Catolicós de l'Església Apostòlica Armènia.

## Conversió
La tradició i sobretot una obra del segle v de l'historiador armeni Agatàngelos titulada La història dels armenis explica la conversió de Tiridates III i de tot el país al cristianisme. El llibre explica que Gregori l'Il·luminador, el fill d'Anak que va matar el pare de Tiridates, educat com a cristià i sentint-se culpable del pecat del seu pare per aquell crim, es va unir a l'exèrcit armeni i va treballar com a secretari del rei. El cristianisme a Armènia ja tenia una base sòlida a finals del segle iii, però el país, majoritàriament, practicava el zoroastrisme. Tiridates no n'era una excepció, i adorava diversos déus antics. Durant una cerimònia religiosa, Tiridates va ordenar a Gregori que col·loqués una corona de flors als peus de l'estàtua de la deessa Anahit o Anahita a Eriza. Gregori s'hi va negar, proclamant la seva fe cristiana. Aquest acte va enfurismar el rei, i més encara quan diverses persones van explicar-lo que Gregori era el fill d'Anak, el traïdor que havia matat el seu pare. Gregori va ser torturat i finalment el va empresonar a Khor Virap, un calabós subterrani profund.
Durant els anys de l'empresonament de Gregori, un grup de monges, liderades per Gaianè, van arribar a Armènia des de l'Anatòlia quan fugien de la persecució que els romans instigaven contra els cristians. Tiridates va sentir parlar del grup i de la llegendària bellesa d'una de les monges, Hripsimè. Les va portar al palau i va demanar casar-se amb la bella verge; ella s'hi va negar. El rei va fer torturar i matar a tot el grup. Després d'aquest fet, va caure malalt i, segons la llegenda, va creure que era un senglar, vagant sense rumb pel bosc. Khosrovidukht, la seva germana, va tenir un somni on va veure que Gregori encara era viu al calabós, i era l'únic capaç de curar el rei. Ja portava 13 anys empresonat i les probabilitats que encara fos viu eren escasses. El van treure de la presó i encara que estava increïblement desnodrit, seguia viu. El va mantenir amb vida una dona de bon cor que li llençava cada dia una barra de pa a Khor Virap. Van portar Tiridates avant de Gregori, que el va beneir i es va curar miraculosament, l'any 301. Convençut de l'eficàcia d'aquella religió per la seva curació, es va convertir i va declarar el cristianisme la religió oficial de l'estat. Armènia va ser el primer país que va adoptar oficialment el cristianisme. Tiridates va nomenar Gregori Catolicós de l'església armènia.
El canvi de religió no va ser fàcil. El zoroastrisme estava molt arrelat i es van produir conflictes constants quan el rei volia obligar per la força a la conversió. Tiridates II va destruir molts temples, moltes imatges i molta documentació tant religiosa com administrativa, cosa que fa que la història d'Armènia sigui poc coneguda. L'historiador Moisès de Khorèn diu que alguns membres de famílies aristocràtiques van conspirar contra ell i el van matar.
Tiridates III i Khosrovidukht són considerats sants a l'Església Apostòlica Armènia i, també en totes les Esglésies ortodoxes orientals. La seva festa se celebra el dissabte després del cinquè diumenge de Pentecosta, que acostuma a ser al voltant del 30 de juny.